# Зора живих мртваца
Зора живих мртваца (енгл. Dawn of the Dead) је амерички филм из 1978. режисера Џорџа Ромера. У главној улози је Кен Фори.

## Заплет
Под мистериозним околностима људи се претварају у зомбије тако да Питер и Стивен добијају задатак да униште стравичне креатуре које се хране људским месом.

## Улоге
| Глумац        | Улога           |
| ------------- | --------------- |
| Кен Фори      | Питер Вашингтон |
| Дејвид Емги   | Стивен          |
| Скот Рајнигер |                 |
| Гејлен Рос    | Франсин         |